# Хааген, Клод
Клод Хааген (люкс. Claude Haagen; 18 мая 1962, Дикирх, Люксембург) — люксембургский политик, общественный деятель, депутат Палаты депутатов Люксембурга. Председатель Люксембургской социалистической рабочей партии (ЛСРП) (2014—2019). Спортивный функционер.

## Биография
Спортсмен. В 1982 году впервые сыграл за мужскую сборную Люксембурга по гандболу. Принимал участие в составе сборной в 65 международных матчах и забил 29 голов.
С 2010 по 2018 год — президент Федерации лёгкой атлетики Люксембурга.
Работал преподавателем экономики и социальных наук в техническом лицее Эттельбрюка. В 1993 году стал членом Люксембургской социалистической рабочей партии (ЛСРП).
Был муниципальным советником города Дикирха, в 1997—2001 годах — членом городского муниципального совета. С 2001 по 2005 он занимал должность мэра, вновь избран на этот пост в 2011 году.
В 2009 году впервые был избран в парламент Люксембурга, повторно переизбран на выборах 2013 года. Сохранил свой мандат в 2018 году.
В 2014 году стал председателем Люксембургской социалистической рабочей партии (ЛСРП), занимал эту должность до января 2019 года.